# Балу Махендра
Баланатан Махендран (англ. Balanathan Mahendran, там. பாலநாதன் மகேந்திரன், более известный как Балу Махендра (20 мая 1939 — 13 февраля 2014) — индийский оператор, режиссёр и сценарист, работавший преимущественно в тамильском кинематографе, поставивший более 20 фильмов на тамили, каннада, малаялам, телугу и хинди. Дважды (в 1978 и 1983 году) выигрывал Национальную кинопремию как оператор и четырежды её получали его фильмы.

## Биография
Баланатан Махендран родился 20 мая 1939 года в тамильской семье на Шри-Ланке. С ранних лет он увлекался фотографией, а побывав на съёмках фильма «Мост через реку Квай», он был настолько очарован, что решил поступить в Институт кино и телевидения Индии, расположенный в Пуне, и окончил его в 1969 году с золотой медалью.
Свою карьеру он начал как оператор в малаяламоязычном фильме 1974 года Nellu режиссёра Раму Кариата, на которого произвела впечатление дипломная лента Махендры. Nellu принёс Махендре славу и премию штата Керала за лучшую операторскую работу. В дальнейшем он работал с такими режиссёрами, как П. Н. Менон, К. С. Сетумадхаван, Бхаратан и К. Г. Джордж. Он также был оператором К. Вишванатха в одном из крупнейших блокбастеров Южной Индии — Sankarabharanam (1980) и Мани Ратнама в его первом фильме Pallavi Anu Pallavi (1983), снятом на языке каннада.
Махендра снял на плёнку около 20 фильмов прежде чем в 1977 году получил свою первую Национальную кинопремию за фильм Kokila. Это был также его дебют как режиссёра и сценариста и единственный фильм, снятый им на языке каннада. Его следующей работой была Azhiyadha Kolangal (1979), история взросления трёх мальчиков, во многом автобиографичная, по словам режиссёра. Картина хорошо показала себя в прокате. Затем он поставил Moodupani (1980), психологический триллер, вдохновлённый «Психо» Альфреда Хичкока, который также имел огромный успех. Но фильмом, который обеспечил ему наибольшую известность, был Moonram Piram (1982), шедший в кинотеатрах в течение почти года и принесший ему вторую Национальную кинопремию за лучшую операторскую работу и премию за лучшую мужскую роль Камал Хасану. В следующем году Махендра переделал его на хинди как «Грустную историю»; которая не была столь успешной, но приобрела статус культовой гораздо позже. Другим его опытом работы в Болливуде стал фильм Aur Ek Prem Kahani (1996), ремейк его режиссёрского дебюта.
Свой первый фильм на малаялам Olangal, по роману Эрика Сегхала «Man, Woman and Child», Махендра поставил в 1982 году. Фильм, чутко изображающий эмоции людей в сложной ситуации, был хорошо принят. Позже он был переснят на хинди Шекхаром Капуром под названием «Необдуманный шаг». На малаялам Махендра снял ещё два фильма: Oomakkuyil (1983) и Yathra (1985). Последний считается одной из величайших историй любви в малаяламоязычном кино и является ремейком единственного фильма Махенды на телугу — Nireekshana (1982).
Его фильмы на тамильском Veedu (1988), Sandhya Raagam (1989), Vanna Vanna Pookkal (1992) стали знаковыми и принесли ему различные Национальные кинопремии за лучший фильм. Другими его известными фильмами были Marupadiyum (1993), адаптация хинди-язычного фильма Махеша Бхатта «Осознание», и шумный Sathi Leelavathi (1995), в котором он доказал, что комедия была также частью его репертуара. Его поздним работам — Raman Abdullah (1997), Julie Ganapathy (2003) и Adhu Oru Kana Kaalam (2005) — не удалось оказать сильного воздействия на публику, что побудило его переключиться на сферу образования. Он открыл Balu Mahendra Cinema Pattarai в 2007 году, предлагая курсы кинематографии, режиссуры и актёрского мастерства и наставляя кинематографистов, таких как Бала, Амир М. Сасикумар, Ветримааран и Сину Рамасами, которые впоследствии выиграли несколько национальных наград.
Его последней работой стал тамильский фильм Thalaimuraigal (2013), продюсером которого выступил его ученик — актёр и режиссёр К. Сасикумар. Сюжет картины вращался вокруг отношений между внуком и дедом, которого сыграл сам режиссёр. Фильм не имел особого успеха в прокате, но получил похвалы от критиков. Это также был единственный фильм, где Махендра выступал как актёр.
13 февраля 2014 года после перенесённого сердечного приступа Балу Махендра был доставлен в отделение интенсивной терапии Vijaya Hospital в Ченнаи, где он скончался час спустя.

## Награды
- 1975 — Кинопремия штата Керала за лучшую операторскую работу — Nellu
- 1976 — Кинопремия штата Керала за лучшую операторскую работу — Prayanam
- 1978 — Кинопремия штата Карнатака за лучшую операторскую работу — Kokila
- 1978 — Национальная кинопремия Индии за лучшую операторскую работу — Kokila[9]
- 1979 — Nandi Award за лучшую операторскую работу — Manavoori Pandavulu
- 1983 — Национальная кинопремия Индии за лучшую операторскую работу — Moondram Pirai
- 1983 — Filmfare Award South за лучшую режиссуру на тамильском языке — Moondram Pirai
- 1983 — Filmfare Award South за лучшую режиссуру на малаялам — Olangal
- 1987 — Nandi Award за лучшую операторскую работу — Nireekshana
- 1983 — Filmfare Award South за лучшую режиссуру на тамильском языке — Veedu
- 1988 — Национальная кинопремия Индии за лучший фильм на тамильском языке — Veedu[10]
- 1990 — Национальная кинопремия Индии за лучший фильм на тему семейного благополучия — Sandhya Raagam[11]
- 1992 — Национальная кинопремия Индии за лучший фильм на тамильском языке — Vanna Vanna Pookkal[12]
- 2014 — Национальная кинопремия Индии за лучший фильм, способствующий объединению нации — Thalaimuraigal[13]
- 2014 — Filmfare Award South за пожизненные достижения[14] (посмертно)